# Новолеушковскаја
Новолеушковскаја (рус. Новолеушковская) насељено је место руралног типа (станица) на југозападу европског дела Руске Федерације. Налази се на северу Краснодарске покрајине и административно припада њеном Криловском рејону.
Према статистичким подацима Националне статистичке службе Русије за 2010. у насељу је живело 6.462 становника и друго је по величини насеље у рејону.

## Географија
Станица Новолеушковскаја се налази у северном делу Краснодарског краја, односно у јужном делу припадајућег му Павловског рејона. Лежи у ниској степи Кубањско-приазовске низије, на надморској висини од 43 метра, на обали реке Тихоњке,
леве притоке Челбаса.
Село се налази на око 19 километара јужно од рејонског центра Павловскаје, односно на неких 129 км северно од града Краснодара.

## Историја
Насеље су 1821. основали црноморски Козаци предвођени атаманом Леушком.

## Демографија
Према подацима са пописа становништва 2010. у селу је живело 6.462 становника.
| 1890. | 1959. | 1970. | 1979. | 1989. | 2002. | 2010. |
| ----- | ----- | ----- | ----- | ----- | ----- | ----- |
| 5.934 | —     | —     | 7.409 | 7.175 | 6.766 | 6.462 |